# Georg Riedel (Politiker)
Georg Riedel (* 10. November 1900 in Selb; † 20. Juli 1980 in Nördlingen) war ein deutscher Politiker der CSU und der FDP. Er gehörte 1946 der Verfassunggebenden Versammlung in Bayern sowie von 1959 bis 1962 dem Bayerischen Landtag an.
Nach seiner vierjährigen kaufmännischen Lehre war Riedel sechs Jahre lang als Handlungsgehilfe in Vertrauensstellung beim Porzellanhersteller Rosenthal in Selb. Später war er als Prokurist in einer Tuchfabrik tätig. 1947 begann er seine Tätigkeit als wirtschaftlicher und steuerlicher Berater von Industrie-, Handels- und Handwerksbetrieben. Er nahm sowohl am ersten als auch am Zweiten Weltkrieg teil.
1946 gehörte Riedel der Verfassunggebenden Landesversammlung im Freistaat Bayern an. Danach war er in Nördlingen sowohl Mitglied des Stadtrats als auch des Kreistags, ferner saß er im Bezirkstag von Schwaben. Seine Kandidatur für den Bayerischen Landtag blieb zunächst erfolglos. Am 18. Juni 1959 rückte er jedoch für den verstorbenen Wilhelm Gaßner ins Parlament nach. In dieser Zeit gehörte er den Ausschüssen für Fragen des Beamtenrechts und der Besoldung sowie für Verfassungs- und Rechtsfragen an. Im Juni 1962, kurz vor Ende der Wahlperiode, trat er aus der CSU aus und wechselte zur FDP.